# اولد فیلدز (ویرجینیای غربی)
اولد فیلدز (به انگلیسی: Old Fields) یک منطقهٔ مسکونی در ایالات متحده آمریکا است که در شهرستان هاردی، ویرجینیای غربی واقع شده‌است. اولد فیلدز ۲۴۵٫۰۶ متر بالاتر از سطح دریا واقع شده‌است.